# Wybory prezydenckie w Indonezji w 2009 roku

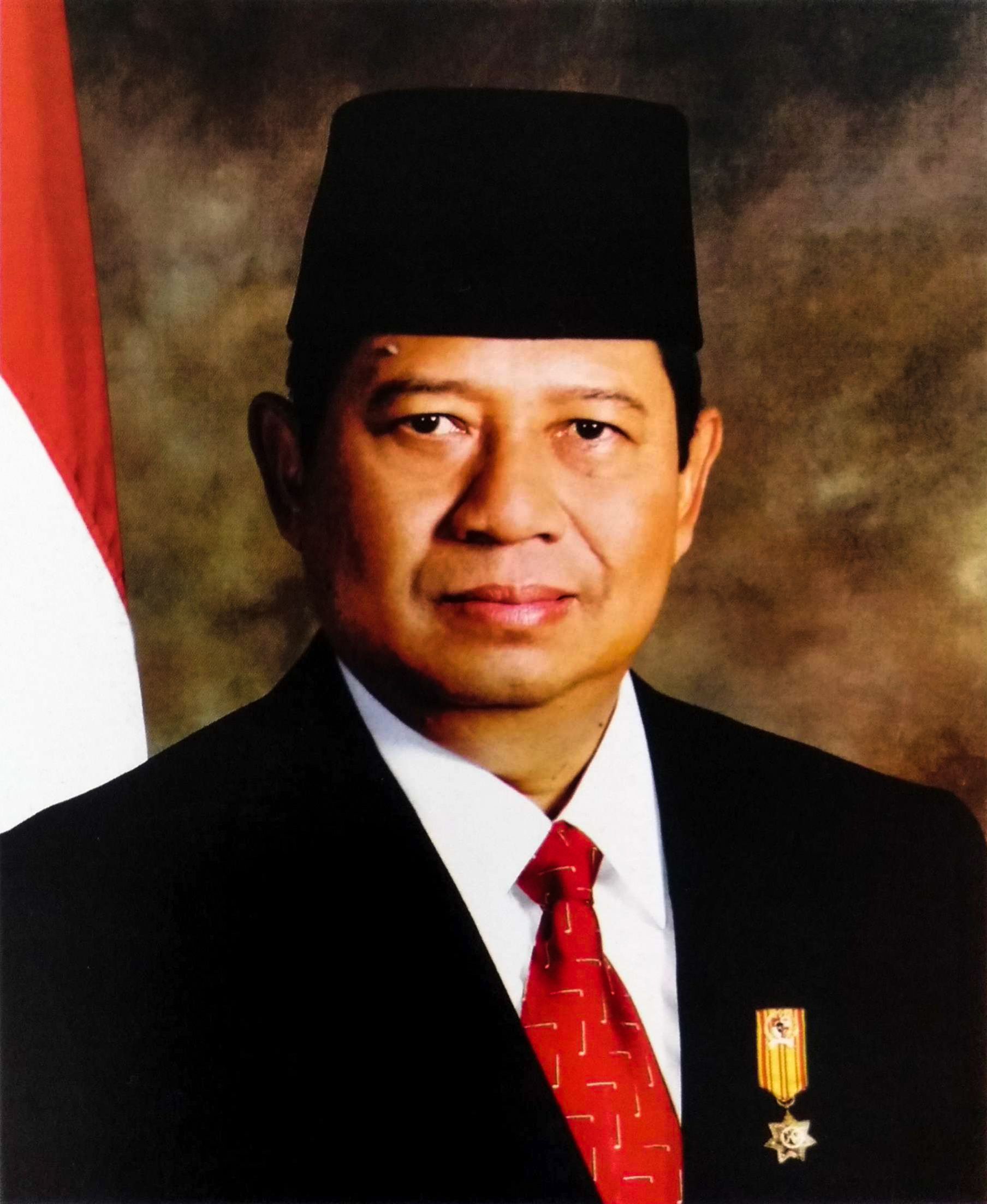
Susilo Bambang Yudhoyono – zwycięzca wyborów

Wybory prezydenckie w Indonezji w 2009 roku wygrał dotychczasowy prezydent Susilo Bambang Yudhoyono. Razem z nim na stanowisko wiceprezydenta startował Boediono. Para ta uzyskała, według oficjalnych danych 60,8% głosów, przy czym za opowiedziało się 73 874 562 obywateli uprawnionych do głosowania. Drugie miejsce zajęła para Megawati Soekarnoputri i Prabowo Subianto z poparciem 32 548 105, czyli 26,79% głosów. Trzeci wynik uzyskali Jusuf Kalla i Wiranto z 15 081 814 oddanych głosów (12,41%).
Wybory odbyły się 8 lipca. Miały na celu wyłonienie osób na stanowisko prezydenta i wiceprezydenta Indonezji na okres od roku 2009 do 2014. Ustalono, że II tura wyborów, jeśli będzie konieczna, odbędzie się 8 września. Okazało się, że przy ponad 60% poparciu dla Yudhoyono nie jest to konieczne. 23 lipca 2009 dotychczasowy prezydent został ogłoszony, przez Centralną Komisję Wyborczą, zwycięzcą wyborów.
Komitet wyborczy pary Megawati–Prabowo ogłosił, że wybory były nieważne, ponieważ na listach wyborczych znalazło się 11 mln fałszywych nazwisk. Anif Wibowo oświadczył, że najpóźniej w ciągu 72 godzin od oficjalnych wyników złożony zostanie pozew do Trybunału Konstytucyjnego. W jego opinii o nieprawidłowościach świadczy lista uprawnionych do głosowania, która została ogłoszona dopiero 6 lipca, co stanowi naruszenie prawa wyborczego, według którego fakt ten powinien mieć miejsce najpóźniej 30 dni przed datą wyborów.